# Biurrun
José Vicente Fernández Biurrun (San Paolo, 1º settembre 1959) è un ex calciatore brasiliano naturalizzato spagnolo, di ruolo portiere.

## Carriera

### Club
Biurrun si è trasferito molto giovane dal Brasile nei Paesi Baschi e qui è entrato nelle giovanili del Real Sociedad. Dopo aver militato nella squadra basca dell'Osasuna approda nel 1986 all'Athletic Club, come portiere titolare. È stato il primo giocatore non basco a vestire la maglia dell'Athletic Club da quando è stata adottata la politica di tesserare solo giocatori originari di tali luoghi. Tale particolarità si deve al fatto che la politica della squadra rojiblanca prevede anche la possibilità di tesserare giocatori non nati in una delle sette province basche, a patto che essi abbiano imparato a giocare a calcio nei circuiti calcistici di queste zone. Qui gioca quattro stagioni, dopo le quali emigra dai Paesi Baschi per approdare all'Espanyol, in Catalogna. Dopo tre stagioni torna al Real Sociedad dove chiude la carriera con 4 presenze.

### Nazionale
Non è mai stato convocato dalla sua Nazionale, ma è stato convocato per due amichevoli della Euskal Selekzioa, la rappresentativa formata da soli giocatori baschi.